# كأس الدوري البرتغالي 2008–09
كأس الدوري البرتغالي 2008–09 (بالبرتغالية: Taça da Liga de 2008–09‏) هو الموسم 2 من كأس الدوري البرتغالي. أقيم خلال الفترة 2 أغسطس 2008 وحتى 21 مارس 2009، وأشرف على تنظيمه Liga Portuguesa de Futebol Profissional ‏، وكان عدد الأندية المشاركة فيه 32، وفاز فيه نادي بنفيكا.